# Ortskapelle Hohenweiler

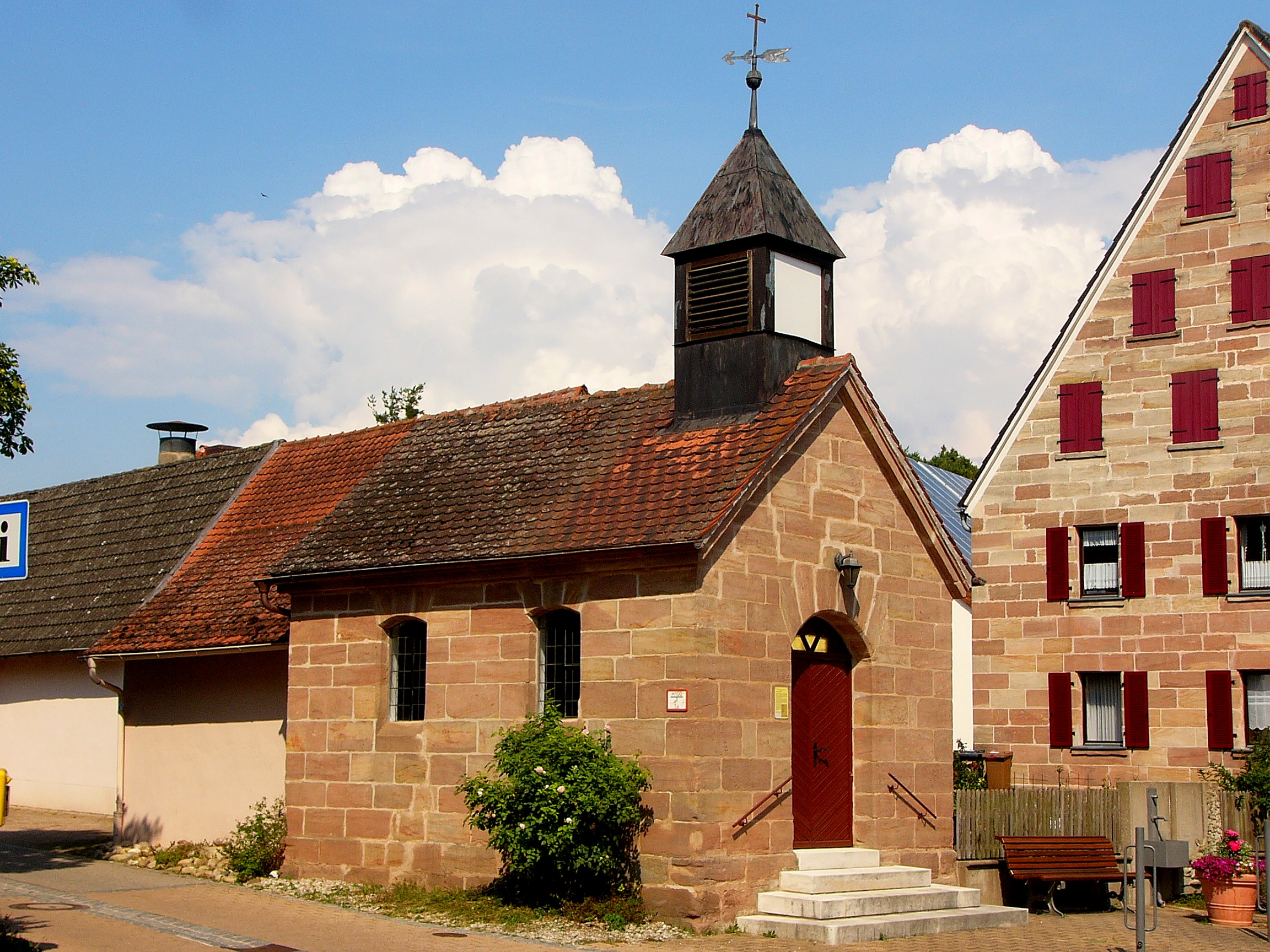
Herz-Jesu-Kapelle

Die Ortskapelle Hohenweiler, auch Herz Jesu-Ortskapelle genannt, ist eine Kapelle in Hohenweiler, einem Gemeindeteil des Marktes Pleinfeld (Bayern). Das Gebäude mit der postalischen Adresse Hohenweiler 40 ist unter der Denkmalnummer D-5-77-161-69 als Baudenkmal in die Bayerische Denkmalliste eingetragen.
Die dem Herz Jesu geweihte Kapelle steht in der Mitte des Dorfes an der Hauptstraße auf einer Höhe von 403 m ü. NHN. Sie wurde 1870 durch die Ortsgemeinschaft aus Sandsteinquadern errichtet. Die kleine Dorfkirche ist mit einem Satteldach bedeckt und trägt einen Dachreiter. Von der Ausstattung im Innenraum sind die Christusfigur mit Dornenkrone und die vergoldete Umrahmung, die aus einem Stück Holz geschnitzt sind, erwähnenswert.